# 隆鼠屬
隆鼠屬（学名：Aepeomys），哺乳綱、囓齒目、鼠科的一屬啮齿动物，而與隆鼠屬（哀隆鼠）同科的動物尚有南美原鼠屬（奔原鼠）、纏尾鼠屬、闊面倉鼠屬（闊面倉鼠）等之數種哺乳動物。

## 下属物种
本属包括以下物种：
- Aepeomys lugens (Thomas, 1896)
- Aepeomys reigi Ochoa G., Aguilera, Pacheco & Soriano, 2001